# 魯塞尼亞禮天主教捷克宗座代牧區
魯塞尼亞禮天主教捷克宗座代牧區（拉丁語：Exarchatus Apostolicus Reipublicae Cechae）是東儀天主教一個宗座代牧區（魯塞尼亞禮），直屬教廷。
代牧區成立於1996年1月18日，範圍包括捷克全國。2011年，有17,900名教友，有21個堂區、43名司鐸、1名終身執事。